# Ömer Toprak
Ömer Toprak (ur. 21 lipca 1989 w Ravensburgu) – turecki piłkarz występujący na pozycji obrońcy w tureckim klubie Antalyaspor. W latach 2011–2017 reprezentant Turcji. Brat innego piłkarza, Haruna Topraka.

## Kariera klubowa
Toprak jako junior grał w klubach TSB Ravensburg, FV Ravensburg oraz SC Freiburg, do którego trafił w 2005 roku. W 2007 roku został włączony do jego rezerw, grających w Oberlidze Baden-Württemberg. W 2008 roku został włączony do pierwszej drużyny Freiburga, występującej w 2. Bundeslidze. Zadebiutował w niej 22 sierpnia 2008 roku w zremisowanym 2:2 spotkaniu z VfL Osnabrück. 16 listopada 2008 roku w wygranym 2:1 pojedynku z FSV Frankfurt strzelił pierwszego gola w 2. Bundeslidze. W 2009 roku Toprak awansował z zespołem do Bundesligi. W tych rozgrywkach pierwszy mecz zaliczył 16 stycznia 2010 roku przeciwko Hamburgerowi SV (0:2). Graczem Freiburga był do końca sezonu 2010/2011.
W połowie 2011 roku Toprak podpisał kontrakt z Bayerem 04 Leverkusen, również grającym w Bundeslidze. Zadebiutował tam 7 sierpnia 2011 roku w przegranym 0:2 spotkaniu z FSV Mainz 05, w którym strzelił gola samobójczego.
W lipcu 2017 roku został zawodnikiem Borussii Dortmund.

## Kariera reprezentacyjna
W latach 2008–2009 Toprak rozegrał 3 spotkania i zdobył 1 bramkę w reprezentacji Niemiec U-19.
W 2011 roku zdecydował się na grę w reprezentacji Turcji. Zadebiutował w niej 15 listopada 2011 roku w zremisowanym 0:0 meczu eliminacji Mistrzostw Europy 2012 z Chorwacją. 29 lutego 2012 roku w przegranym 1:2 towarzyskim spotkaniu ze Słowacją strzelił pierwszego gola w drużynie narodowej.

## Życie prywatne
Toprak jest synem tureckich imigrantów z Sivas. Ma starszą siostrę i dwóch starszych braci, z czego jeden z nich, Harun, jest piłkarzem grającym dla FV Ravensburg na pozycji pomocnika. Kuzyn Topraka, Rahman Soyudoğru, również jest zawodnikiem FV Revensburg na pozycji napastnika.
9 czerwca 2009 uczestniczył w wypadku podczas kartingu, na skutek którego doznał poważnych oparzeń i musiał być hospitalizowany w specjalistycznej klinice. Wrócił do treningów po czteromiesięcznym okresie leczenia.